# Eileen Reid (chanteuse)
Pour les articles homonymes, voir Reid.
 (avril 2024).
Eileen Reid (née en janvier 1943 à Dublin) est une chanteuse irlandaise.

## Carrière
Eileen Reid commence à chanter à l'adolescence avec les Melody Makers, puis est meneuse du groupe d'Irish showband Cadets. Le groupe a du succès au point de jouer à côté des Beatles, des Rolling Stones dans la même émission de télévision ou en tournée avec Johnny Cash ou June Carter. Elle est un numéro 1 en Irlande le 29 mai 1964 avec Fallen Star , le premier single irlandais officiellement numéro un interprétée par une Irlandaise. La version de Jealous Heart se classe 42e du UK Singles Chart le 6 mai 1965.
Eileen Reid fut l'épouse Jimmy Day, un autre chanteur de showband, avec qui elle forme Eileen Reid and the Second Sound, un autre groupe à la fin de la mode du showband au début des années 1970. Sa fille Claudine Day est également chanteuse.
Elle est candidate pour représenter l'Irlande au Concours Eurovision de la chanson 1980 avec The Saddest Show on Earth qui est quatrième sur huit présentations. En 1982, elle apparaît dans The Brendan Grace Show puis dans un épisode de Lifelines en 1995.
Plus tard, elle se tourne vers le théâtre, apparaissant au Gaiety Theatre de Dublin, dans la pantomime.
En 2008, elle apparaît dans The Podge and Rodge Show.

## Vie privée
Eileen Reid est la fille du footballeur Charlie Reid.
Eileen Reid fut l'épouse Jimmy Day en juin 1968. Sa fille Claudine Day est également chanteuse..
En 2015, elle raconte de multiples infidélités jusqu'aux années 1990 et une fausse couche puis sa conversion au christianisme.